# Philautus nerostagona
Philautus nerostagona är en groddjursart som beskrevs av Biju och Franky Bossuyt 2005. Philautus nerostagona ingår i släktet Philautus och familjen trädgrodor. Inga underarter finns listade i Catalogue of Life.